# Lijst van voorzitters van het Huis van Afgevaardigden (Hongarije)
Dit is een lijst van voorzitters van het Hongaarse Huis van Afgevaardigden, het lagerhuis van de Rijksdag van het Koninkrijk Hongarije van 1848 tot 1918. In 1927 werd het Huis van Afgevaardigden heropgericht en bestond tot 1945.

## Oostenrijk-Hongarije
 Oppositiepartij

 Deák-partij - Liberale Partij - Nationale Arbeidspartij

| Nr.  | Voorzitter | Voorzitter                               | Ambtstermijn      | Ambtstermijn     | Partij                   | Partij |
| ---- | ---------- | ---------------------------------------- | ----------------- | ---------------- | ------------------------ | ------ |
| 1    |            | Dénes Pázmándy (1816–1856)               | 10 juli 1848      | 9 januari 1849   | Oppositiepartij          |        |
| 2    |            | Pál Almásy (1818–1882)                   | 9 januari 1849    | 2 juli 1849      | Oppositiepartij          |        |
| -    |            | László Palóczy (waarnemend) (1783–1861)  | 9 januari 1849    | 11 augustus 1849 | Oppositiepartij          |        |
| 3    |            | Kálmán Ghyczy (1808–1888)                | 17 april 1861     | 22 augustus 1861 | Resolutiepartij          |        |
| 4    |            | Károly Szentiványi (1802–1877)           | 20 december 1865  | 22 april 1869    | Deák-partij              |        |
| 5    |            | Pál Somssich (1811–1888)                 | 1 mei 1869        | 3 september 1872 | Deák-partij              |        |
| 6    |            | István Bittó (1822–1903)                 | 10 september 1872 | 21 maart 1874    | Deák-partij              |        |
| 7    |            | Béla Perczel (1819–1888)                 | 24 maart 1874     | 3 maart 1875     | Deák-partij              |        |
| (3)  |            | Kálmán Ghyczy (1808–1888)                | 5 maart 1875      | 2 april 1879     | Liberale Partij          |        |
| 8    |            | József Szlávy (1818–1900)                | 2 april 1879      | 12 april 1880    | Liberale Partij          |        |
| 9    |            | Tamás Péchy (1828–1897)                  | 13 april 1880     | 20 februari 1892 | Liberale Partij          |        |
| 10   |            | Dezső Bánffy (1843–1911)                 | 25 februari 1892  | 14 januari 1895  | Liberale Partij          |        |
| 11   |            | Dezső Szilágyi (1840–1901)               | 19 januari 1895   | 9 december 1898  | Liberale Partij          |        |
| -    |            | József Madarász (waarnemend) (1814–1915) | 17 december 1898  | 2 maart 1899     | Onafhankelijkheidspartij |        |
| 12   |            | Dezső Perczel (1848–1913)                | 2 maart 1899      | 26 oktober 1901  | Liberale Partij          |        |
| 13   |            | Albert Apponyi (1846–1933)               | 31 oktober 1901   | 6 november 1903  | Liberale Partij          |        |
| (12) |            | Dezső Perczel (1848–1913)                | 6 november 1903   | 17 februari 1905 | Liberale Partij          |        |
| 14   |            | Gyula Justh (1850–1917)                  | 21 februari 1905  | 12 november 1909 | Onafhankelijkheidspartij |        |
| 15   |            | Sándor Gál (1868–1937)                   | 13 november 1909  | 23 juni 1910     | Onafhankelijkheidspartij |        |
| 16   |            | Albert Berzeviczy (1853–1936)            | 30 juni 1910      | 7 november 1911  | Nationale Arbeidspartij  |        |
| 17   |            | Lajos Návay (1870–1919)                  | 9 november 1911   | 21 mei 1912      | Nationale Arbeidspartij  |        |
| 18   |            | István Tisza (1861–1918)                 | 22 mei 1912       | 10 juni 1913     | Nationale Arbeidspartij  |        |
| 19   |            | Pál Beőthy (1866–1921)                   | 13 juni 1913      | 28 juni 1917     | Nationale Arbeidspartij  |        |
| 20   |            | Károly Szász (1865–1950)                 | 3 juli 1917       | 16 november 1918 | Nationale Arbeidspartij  |        |

## Koninkrijk Hongarije (1920-1946)
 Eenheidspartij (Hongarije) - Nationale Eenheidspartij - Partij van het Hongaarse Leven
| Nr.  | Voorzitter      | Voorzitter                       | Ambtstermijn    | Ambtstermijn                   | Partij                         | Partij |
| ---- | --------------- | -------------------------------- | --------------- | ------------------------------ | ------------------------------ | ------ |
| 21   |                 | Tibor Zsitvay (1884–1969)        | 31 januari 1927 | 5 februari 1929                | Eenheidspartij                 |        |
| 22   |                 | László Almásy (1884–1969)        | 7 februari 1929 | 27 oktober 1932                | Eenheidspartij                 |        |
| (22) | 27 oktober 1932 | László Almásy (1884–1969)        | 29 april 1935   | Nationale Eenheidspartij       |                                |        |
| 23   |                 | Sándor Sztranyavszky (1882–1942) | 1 mei 1935      | 17 mei 1938                    | Nationale Eenheidspartij       |        |
| 24   |                 | Gyula Kornis (1885–1958)         | 20 mei 1938     | 1 december 1938                | Nationale Eenheidspartij       |        |
| 25   |                 | Kálmán Darányi (1886–1939)       | 5 december 1938 | 2 februari 1939                | Nationale Eenheidspartij       |        |
| (25) | 2 februari 1939 | Kálmán Darányi (1886–1939)       | 1 november 1939 | Partij van het Hongaarse Leven |                                |        |
| 26   |                 | András Tasnádi Nagy (1882–1956)  | 1 november 1939 | 29 maart 1945                  | Partij van het Hongaarse Leven |        |